# Neftitis
Neftitis (lat. Nephthytis), rod kozlačevki iz tribusa Nephthytideae, dio je potporodice Aroideae. Sastoji se od šest priznatih vrsta vazdazelenih trajnica, 5 iz tropske Afrike i jedna sa Bornea (N. bintuluensis).

## Vrste
1. Nephthytis afzelii Schott
2. Nephthytis bintuluensis A.Hay, Bogner & P.C.Boyce
3. Nephthytis hallaei (Bogner) Bogner
4. Nephthytis mayombensis de Namur & Bogner
5. Nephthytis poissonii (Engl.) N.E.Br.
6. Nephthytis swainei Bogner